# 圣佩德罗韦尔西亚诺斯
圣佩德罗韦尔西亚诺斯，是西班牙卡斯蒂利亚-莱昂莱昂省的一个市镇。 总面积24平方公里，总人口366人（001年），人口密度15人/平方公里。